# Museum Natura Docet
Museum Natura Docet is een natuurhistorisch museum in de Twentse plaats Denekamp, gemeente Dinkelland.
Het museum werd in 1911 opgericht door de Denekamper onderwijzer Johannes Bernardus Bernink. Het was het eerste natuurhistorisch museum in Nederland dat voor het brede publiek toegankelijk was. In 1922 verhuisde het museum met behulp van een vriendenkring vanuit de woning van meester Bernink naar een museumvilla met aan de Oldenzaalse straat.
In het museum zijn diverse natuurhistorische verzamelingen te zien zoals mineralen, fossielen en opgezette dieren, waaronder vogels en vlinders van over de hele wereld. Het museum beschikt sinds de renovatie over een museumtuin die is ingericht als landschapstuin met planten die van oorsprong in Twente voorkomen. 
Na een grondige renovatie van het gebouw tussen 2002 en 2005, en de uitbreiding en herinrichting van het buitenterrein werd het museum op 8 juni 2013 heropend als "Natura Docet Wonderryck Twente". Sinds 2021 hanteert men weer de oude naam "museum Natura Docet".

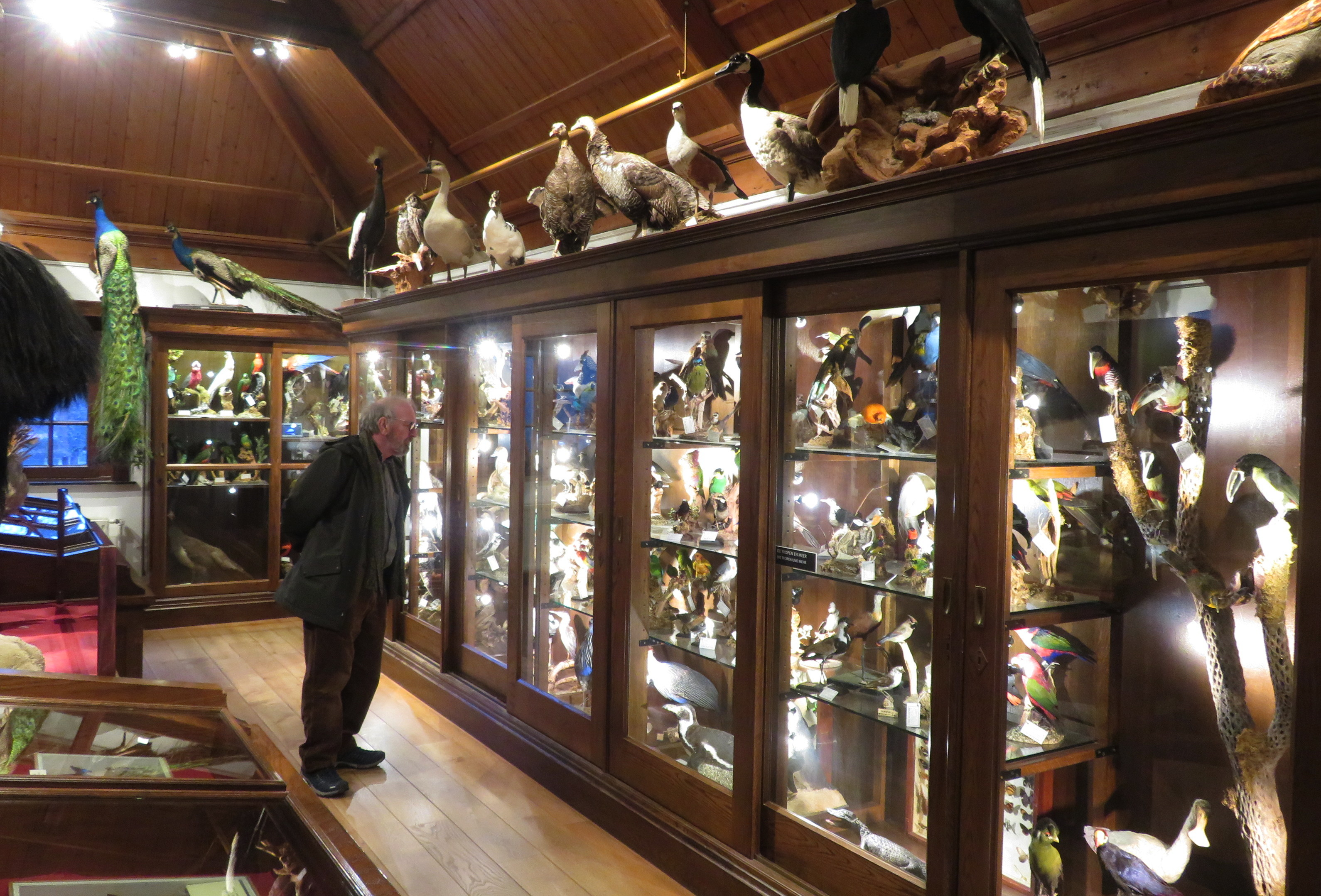
Geprepareerde vogels
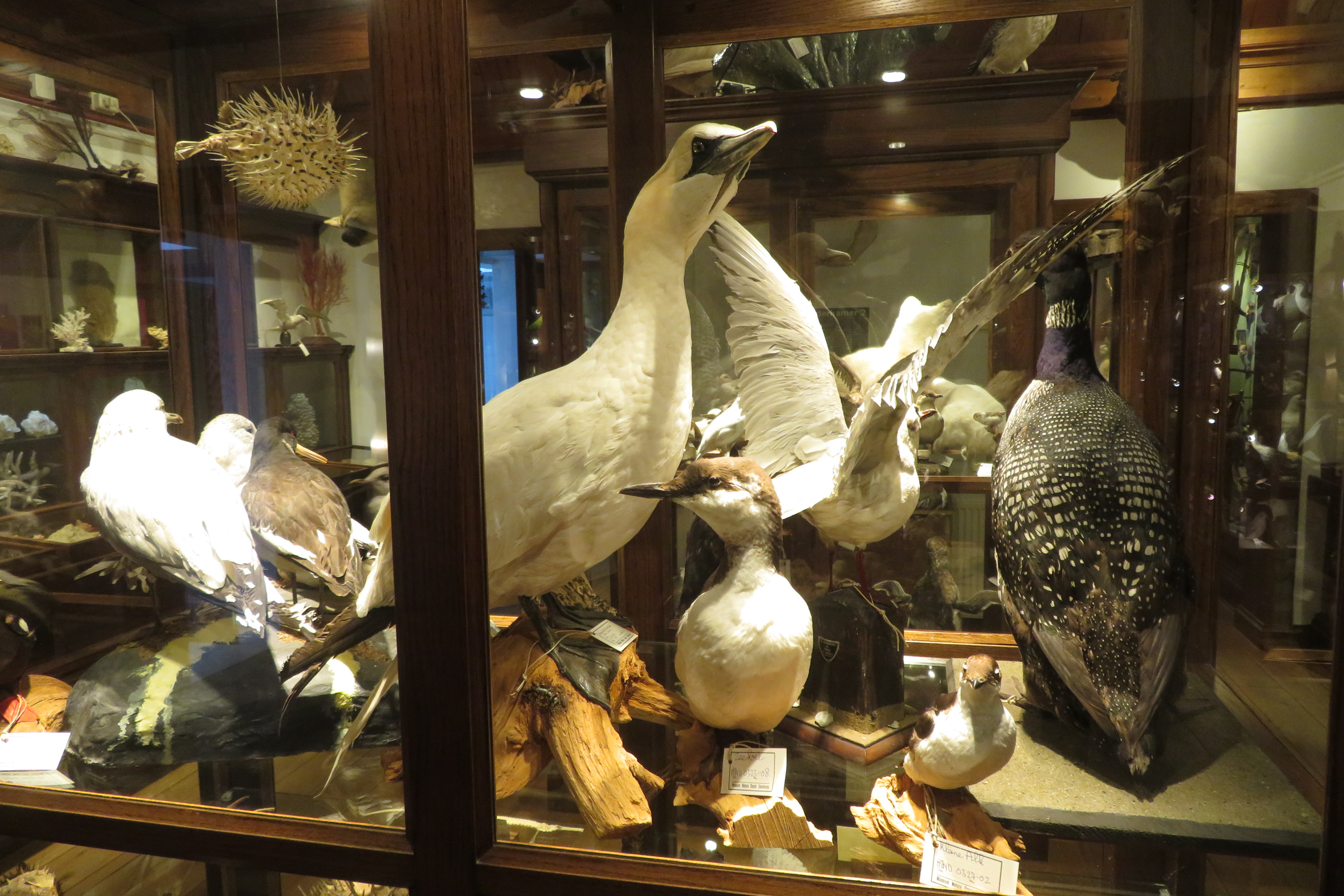
Vitrine met vogels
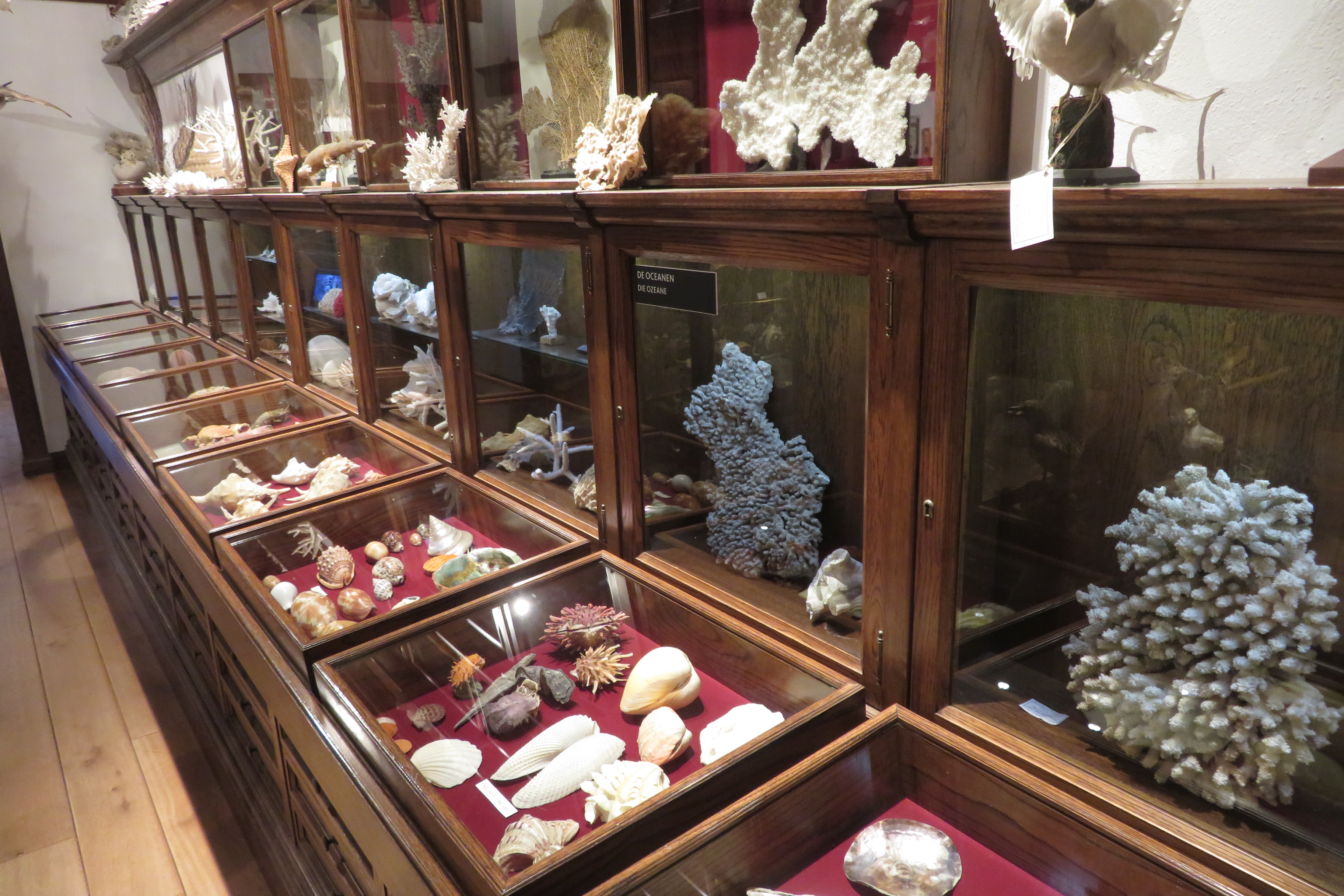
Vitrines met zeedieren

## Bekroond boek
- Honderd jaar Natura Docet: Meester Bernink en zijn natuurhistorisch museum, Willem Groothuis, Walburg Pers (2011) ISBN 9789057307560 
Dit boek werd bekroond met Overijssels Boek van het Jaar 2011 in de categorie non-fictie.[2]